# Westminster (Maryland)
Westminster je město v americkém státě Maryland. Je správním centrem okresu Carroll County. V roce 2010 zde žilo 18 590 obyvatel.

## Partnerské město
- Paide, Estonsko